# إليك بارتليت
إليك بارتليت (بالإنجليزية: Alec Bartlett)‏ (27 أبريل 1993 بأوفرلاند بارك في الولايات المتحدة - ) هو لاعب كرة قدم أمريكي في مركز الدفاع. لعب مع تشارلوت إندبنتنس ودي موين  مانس ‏.

## وصلات خارجية
- إليك بارتليت على موقع قاعدة بيانات كرة القدم.إي يو (الإنجليزية)